# Spectrobasis rufa
Spectrobasis rufa är en fjärilsart som beskrevs av W. Warren 1906. Spectrobasis rufa ingår i släktet Spectrobasis och familjen mätare. Inga underarter finns listade i Catalogue of Life.